# وشم خاکسترگون
وشم خاکسترگون (نام علمی: Crypturellus cinereus) نام یک گونه از سرده دمچه‌پنهان‌ها است.